# Cabo Engaño
Cabo Engaño är en udde i Dominikanska republiken.   Den ligger i provinsen La Altagracia, i den östra delen av landet, 180 km öster om huvudstaden Santo Domingo.
Terrängen inåt land är mycket platt. Havet är nära Cabo Engaño åt nordost.  Närmaste större samhälle är Punta Cana, 9,0 km väster om Cabo Engaño. 